# Ontsira mellipes
Ontsira mellipes är en stekelart som först beskrevs av William Harris Ashmead 1889.  Ontsira mellipes ingår i släktet Ontsira och familjen bracksteklar. Inga underarter finns listade i Catalogue of Life.